# Westermoskee

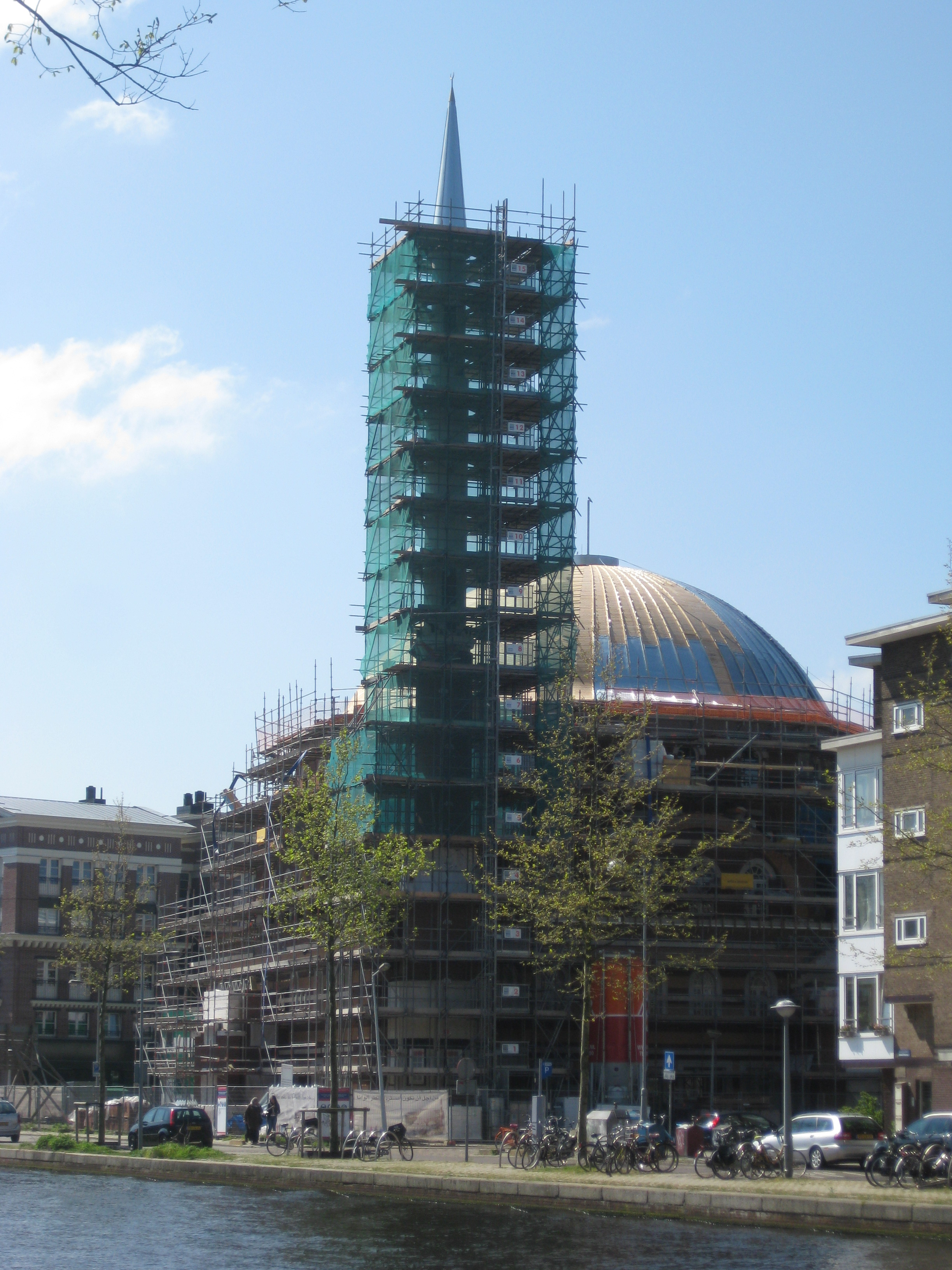
Westermoskee, 2014

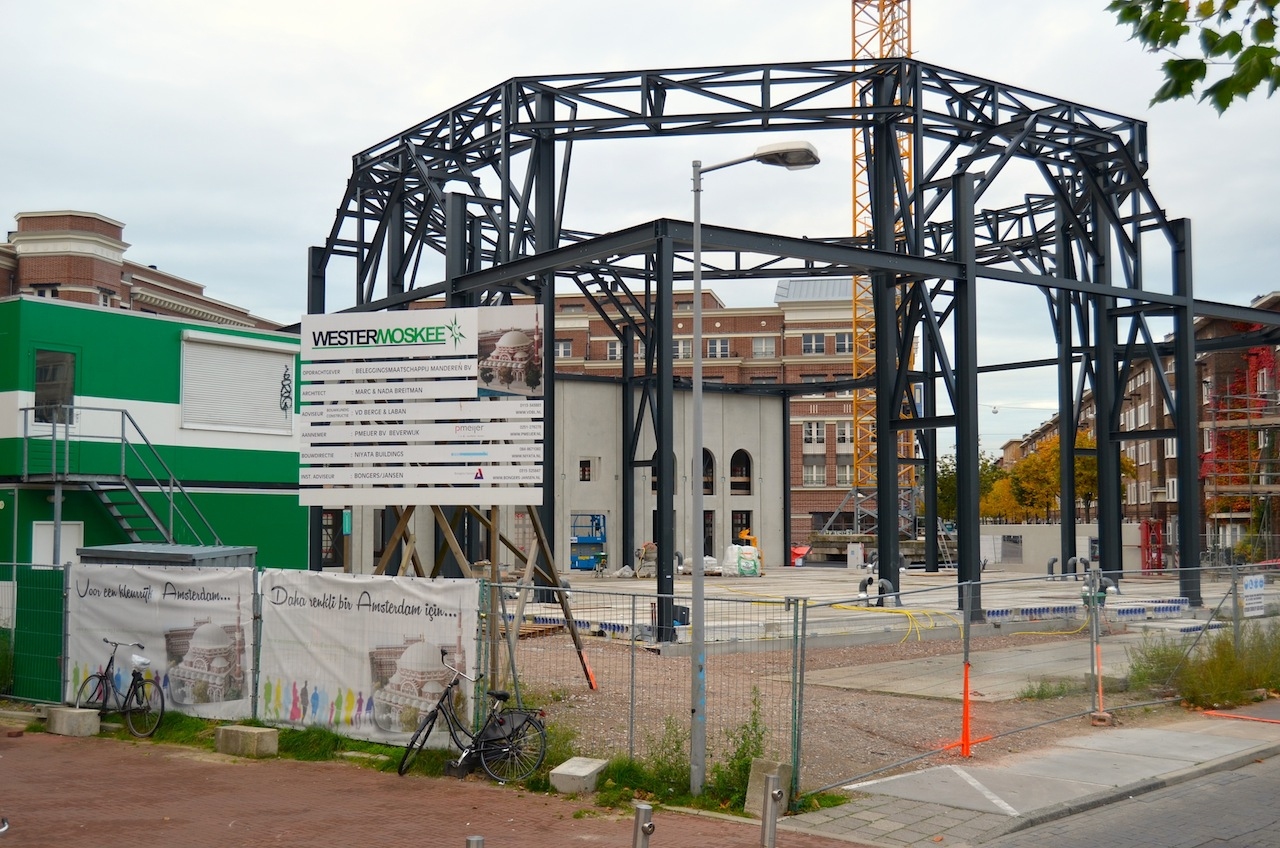
Westermoskee in aanbouw, gezien vanaf de Baarsjesweg; oktober 2013

De Westermoskee is een Turkse moskee in stadsdeel West in Amsterdam. Volgens het oorspronkelijke plan zou deze moskee deel uitmaken van een samenwerkingsproject tussen het toenmalige Amsterdamse stadsdeel De Baarsjes, de Turks-islamitische organisatie Milli Görüş en woningcorporatie Het Oosten (inmiddels gefuseerd tot Stadgenoot). Het plan voorzag naast een moskee onder andere in de bouw van woningen en bedrijfsruimte. Na een woelige ontwikkelingsperiode is de bouw van de moskee in april 2013 gestart. Op 1 april 2016 werd de Westermoskee geopend.

## Ontwikkeling van het project

### Van Turkse moskee naar multiculturele stadsvernieuwing
In 1994 kocht de Turkse vereniging Milli Görüş het in onbruik geraakt Riva-terrein, met als doel om op deze locatie een moskee te bouwen. De plannen stuitten al snel op bezwaren van stadsdeel De Baarsjes, dat de moskee te groot vond en te zeer een inbreuk op het karakter van de buurt. Bovendien had de gemeente plannen voor stadsvernieuwing in de Chassébuurt, de wijk tussen de Kostverlorenvaart en de Admiralengracht, en wenste de moskee daarin te integreren. Er volgde een jarenlange heftige strijd, waarbij de gemeente zelfs een keer op het punt heeft gestaan om de mobiele eenheid in te schakelen.
In 2000 volgde er ten slotte een akkoord dat bevredigend was voor alle partijen. De moskee komt er, maar wordt overeenkomstig de wens van de gemeente ingepast in een breder project met een multicultureel karakter. Het akkoord voorziet in een kleinere, maar gezichtsbepalende moskee met een minaret van 43 meter. Daarnaast is voorzien in 111 woningen, 760 m² kantoor- en bedrijfsruimte, 1040 m² ruimte voor maatschappelijke voorzieningen en een parkeergarage met plaats voor 238 auto's. De gebouwen worden door het Franse architectenechtpaar Breitman zo ontworpen dat ze een relatie met de bestaande bouw in Amsterdamse School stijl aangaan. Het nieuwe bij de moskee gelegen plein zal naar de Turkse ontdekkingsreiziger Piri Re'is worden vernoemd. De moskee zelf krijgt een Nederlandse naam, de Westermoskee.

### Bezwaren uit de buurt
In eerst instantie stuitten de bouwplannen, zoals die door stadsdeel De Baarsjes en het Oosten verder werden uitgewerkt, op bezwaren van een aantal omwonenden, waardoor het project uiteindelijk zes jaar vertraging opliep. Er bestond weerstand tegen de sloop van enkele "monumentaal gewaardeerde" panden aan de Witte de Withstraat en de hoogte van de minaret.
Uiteindelijk verklaarde de rechter een veertigtal bezwaarschriften ongegrond, en oordeelde een arbitragecommissie dat de oorspronkelijke hoogte van de minaret gehandhaafd moest blijven om geen afbreuk te doen aan de compositie van het geheel. Wel vonden in overleg met de buurt enige aanpassingen ingang, zoals de plaats van de minaret.
Op 24 april 2008 werd bekend dat woningcorporatie Het Oosten eerder in 2008 het beroep dat iemand had ingesteld tegen de bouw heeft afgekocht. Daarbij zou 20.000 euro zijn overgemaakt en 100.000 euro zwart in contanten zijn betaald, volgens een woordvoerder van de woningcorporatie.

## Bouw
Op 17 januari 2006 begonnen verschillende diensten en bedrijven aan de voorbereidingen voor de bouw van de ondergrondse parkeergarage, waarbij diverse kabels en leidingen werden omgelegd. Aansluitend hierop werd begonnen met de bouw van de parkeergarage onder de moskee. Op 28 februari 2006 werd het startschot voor het begin van de bouw gegeven door minister van Justitie Piet Hein Donner in een feestelijke openingsceremonie.
Op 19 oktober 2010 kreeg moskeevereniging Aya Sofia toestemming te beginnen aan de eerste fase van de bouw van de Westermoskee. Op 4 april 2013 werd daadwerkelijk begonnen met de bouw, die naar verwachting 18 maanden zou duren. Op 1 april 2016 ging de Westermoskee open en namen meer dan duizend mensen deel aan het eerste vrijdaggebed. De officiële opening volgde later na afronding van alle bouwwerkzaamheden.

## Problemen rond Milli Görüş

### Ontslag van Üzeyir Kabaktepe
In oktober 2006 ontstond een conflict tussen Üzeyir Kabaktepe, de relatief liberale directeur van Manderen B.V., de officiële opdrachtgever van de Westermoskee, en Fatih Üçler Dağ, de conservatieve directeur van moskeevereniging Aya Sofia. Aya Sofia, aangesloten bij Milli Görüş Noord Nederland, moet hoofdhuurder worden van de Westermoskee bij Manderen B.V. Onder druk van het Duitse hoofdkantoor van Milli Görüş, dat te boek staat als zeer conservatief, werd Kabaktepe vervangen door Dağ.
Bij stadsdeel De Baarsjes en de woningbouwvereniging Het Oosten ontstond zorg over de religieuze koerswijziging van de Westermoskee, te meer omdat Milli Görüş een maand eerder het convenant 'Werken aan de Toekomst' met De Baarsjes en Het Oosten had ondertekend. In dit convenant beloofde Milli Görüş een liberale koers en financiële, juridische en mentale onafhankelijkheid van 'Keulen'. Woningbouwvereniging Het Oosten verloor het vertrouwen, en overwoog zich terug te trekken uit het project. De bouw van de moskee kwam stil te liggen.

### Geheime banden met Milli Görüş Duitsland
In februari 2007 werd er een geheim contract ontdekt waarin de aandelen van Manderen B.V., de toekomstige eigenaar van de Westermoskee, werden overgedragen aan het Duitse hoofdkwartier in Keulen.
De gewezen directeur Üzeyir Kabaktepe verklaarde "geestelijk onder druk gezet" en tegen zijn geweten te hebben ondertekend.
Met de geheime overdracht werd het vertrouwen van de gemeente en Het Oosten wederom beschaamd. De woningbouwvereniging probeerde naleving van het convenant 'Werken aan de Toekomst' bij de rechter af te dwingen. De nieuwe directeur van Manderen B.V., Fatih Üçler Dağ, beriep zich echter op scheiding van kerk en staat, en kreeg gelijk.

### Mogelijke aandelenzwendel
Op 10 mei 2007 meldde het actualiteitenprogramma Netwerk dat zowel oud-bestuurders als huidige bestuursleden van Milli Görüş betrokken zouden zijn geweest bij beleggingsfirma's waarmee tot begin 2002 duizenden Turken zijn opgelicht. Tijdens de gebedsdiensten zou geld zijn geïnd voor zogenaamde 'groene beleggingsfondsen', waarbij het binnen de islam vaak verboden geachte rentemechanisme niet toegepast werd. De fondsen zouden een rendement tot 40% opleveren, maar die belofte werd nooit waargemaakt. Eerder onderzoek van de Autoriteit Financiële Markten wees niet op strafbare feiten, maar de Tweede Kamer eiste naar aanleiding van de Netwerk-uitzending een strafrechtelijk onderzoek. Oud-bestuurder Üzeyir Kabaktepe, die 1,3 miljoen euro zou hebben overgemaakt naar eigen ondernemingen, ontkent alle beschuldigingen. In augustus 2007 werd Kabaktepe aangehouden op verdenking van verduistering en witwassen.

## Politieke omstandigheden

### Steun vanuit het Amsterdamse gemeentebestuur
Ook na de vertrouwensbreuk tussen Milli Görüs en Stadsdeel De Baarsjes bleef het Amsterdamse bestuur het project steunen. 'Door de bekendmaking van de overeenkomst met de Duitse organisatie Milli Gorus heeft het project [...] zelfs internationale aspecten gekregen', schrijft GroenLinks op de eigen website. Fractievoorzitter van GroenLinks in stadsdeel de Baarsjes Coos Hoebe gaf toe dat Milli Görüş behoudend is, maar zag 'geen stappen die de integratie en maatschappelijke ontwikkeling van de moslimgemeenschap de verkeerde kant op sturen'. Burgemeester Job Cohen relativeert publiekelijk het radicale karakter van Milli Görüş Duitsland.

### Persoonlijke bemiddeling door Job Cohen
Naar aanleiding van de negatieve ontwikkelingen rond Milli Görüş trokken oppositiepartijen CDA en VVD hun steun voor de Westermoskee inmiddels in. Zeer tegen de zin van deze partijen alsmede de Partij voor de Vrijheid ondernam Job Cohen in februari 2007 een nieuwe poging om het vertrouwen tussen Milli Görüş, De Baarsjes en Het Oosten te herstellen. Wanneer blijkt dat Milli Görüş banden onderhoudt met de Moslim Broederschap ziet Cohen zich zelfs genoodzaakt te verklaren dat dit 'geen gevaarlijke organisatie' is.
Half mei bleek het crisisberaad toch tevergeefs. De verhoudingen waren te zeer verstoord voor verdere samenwerking. Milli Görüş trok zich op 14 mei terug uit het project, en verklaarde Het Oosten voor 6 miljoen euro uit te zullen kopen. Ook Cohen lijkt van koers te zijn veranderd. De burgemeester zet openlijk vraagtekens bij de integriteit van Milli Görüş. Reden hiertoe was ook de mogelijke betrokkenheid van Milli Görüş bij illegale effectenhandel, waarbij honderden Turkse Amsterdammers financieel gedupeerd zouden zijn.

## Definitieve breuk met de Gemeente en Het Oosten
Na het mislukken van het overleg onder leiding van burgemeester Cohen komt het tot een breuk tussen Milli Görüs en de Gemeente Amsterdam. Op 19 mei dreigde Fatih Üçler Dağ, directeur van Aya Sofia en Manderen B.V., naar de Arabische zender Al Jazeera te stappen en Turken in heel Europa op te roepen tot 'een geweldloze opstand' als de overheid de komst van een moskee probeerde te verhinderen. De uitspraken werden door sommige politici beschouwd als verkapte dreigementen. Op 23 mei 2007 besloot de gemeenteraad van Amsterdam daarom de banden met Milli Görüş te verbreken.
Volgens Dağ zal Milli Görüş zelfstandig een moskee gaan bouwen die volledig onder het bestuur van de Duitse tak zou komen te staan. Begin 2008 maakte Het Oosten een begin met de bouw van het project, met uitzondering van de moskee.